# Olga Smirnova
Olga Vladímirovna Smirnova –en ruso, Ольга Владимировна Смирнова– (Novocheboksarsk, 11 de mayo de 1979) es una deportista kazaja de origen ruso que compitió en lucha libre (hasta 2004 lo hacía bajo la bandera de Rusia), ganadora de dos medallas en el Campeonato Mundial de Lucha, oro en 1996 y bronce en 2007, tres medallas en el Campeonato Europeo de Lucha entre los años 1996 y 2002, y dos medallas en el Campeonato Asiático de Lucha, plata en 2008 y bronce en 2007.
En los Juegos Asiáticos de 2006 obtuvo la medalla de plata en la categoría de 55 kg. Participó en dos Juegos Olímpicos de Verano, ocupando el séptimo lugar en Pekín 2008 y el noveno en Atenas 2004.

## Palmarés internacional
| Representando a Rusia      |                       |                   |           |
| Campeonato Mundial         |                       |                   |           |
| Año                        | Lugar                 | Medalla           | Categoría |
| 1996                       | Sofía (Bulgaria)      | Medalla de oro    | 50 kg     |
| Campeonato Europeo         |                       |                   |           |
| Año                        | Lugar                 | Medalla           | Categoría |
| 1996                       | Oslo (Noruega)        | Medalla de bronce | 53 kg     |
| 2000                       | Budapest (Hungría)    | Medalla de oro    | 51 kg     |
| 2002                       | Seinäjoki (Finlandia) | Medalla de oro    | 51 kg     |
| Representando a Kazajistán |                       |                   |           |
| Campeonato Mundial         |                       |                   |           |
| Año                        | Lugar                 | Medalla           | Categoría |
| 2007                       | Bakú (Azerbaiyán)     | Medalla de bronce | 55 kg     |
| Juegos Asiáticos           |                       |                   |           |
| Año                        | Lugar                 | Medalla           | Categoría |
| 2006                       | Doha (Catar)          | Medalla de plata  | 55 kg     |
| Campeonato Asiático        |                       |                   |           |
| Año                        | Lugar                 | Medalla           | Categoría |
| 2007                       | Biskek (Kirguistán)   | Medalla de bronce | 55 kg     |
| 2008                       | Jeju (Corea del Sur)  | Medalla de plata  | 59 kg     |